# Виттигхаузен
Ви́ттигхаузен (нем. Wittighausen) — община в Германии, в земле Баден-Вюртемберг.
Подчиняется административному округу Штутгарт. Входит в состав района Майн-Таубер. Население составляет 1701 человек (на 31 декабря 2010 года). Занимает площадь 32,36 км².